# Dagui Bakari
Dagui Bakari (Parijs, 6 september 1974) is een Frans-Ivoriaans voormalig profvoetballer die speelde als aanvaller gedurende zijn carrière. Hij beëindigde zijn profloopbaan in 2005 bij de Franse club AS Nancy. Bakari kwam zeven keer uit voor het Ivoriaans voetbalelftal in de periode 2003-2004 en scoorde vier keer voor "De Olifanten".

## Erelijst
Lille OSC 
- Division 2

2000